# Атнабаев, Ангам Касимович
Ангам Касимович Атнабаев (баш. Әнғәм Ҡасим улы Атнабаев, тат. Әнгам Касыйм улы Атнабаев; 23 февраля 1928, Старый Курдым — 13 октября 1999, Уфа) — татарский  и башкирский поэт и драматург. Заслуженный деятель искусств РСФСР (1988) и Башкирской АССР (1977), Народный поэт Башкортостана (1997). Лауреат республиканской премии Г. Саляма (1971).

## Биография
Родился 23 февраля 1928 года в деревне Старый Курдым Бирского кантона БАССР (ныне — Татышлинский район республики Башкортостан). По национальности татарин. По словам его родного брата, Ангама не торопились признавать и давать ему звания из-за его национальной принадлежности, и только после слов Минтимера Шаймиева «Если не дадите звание от Башкортостана, то мы сами дадим от Татарстана» Муртаза Рахимов был вынужден его наградить.
В период с 1943 по 1951 годы Ангам Атнабаев преподавал татарский язык в Аксаитовской и Курдымской средних школах Татышлинского района. Учился в Казанском педагогическом институте.
В период с 1951 года по 1968 год он работал сначала литературным сотрудником, затем заведующим отделом в редакции республиканской газеты «Кызыл тан». С начала 1977 по 1980 годы в должности заместителя редактора республиканского сатирического журнала «Хэнэк» («Вилы»).
Проживал в Уфе.
Умер 13 октября 1999 года в Уфе. Похоронен на Мусульманском кладбище.

## Творчество
Дебют Ангама Атнабаева в литературе состоялся в 50-е годы XX века, а 1958 году вышел на свет его первый сборник стихов «Разговор с сердцем». В своем творчестве отражает себя как истинного татарина.
По одним данным, создавал произведения в основном на татарском языке, только изредка сочиняя на башкирском. Свои стихи никогда не печатал на башкирском языке, лишь публиковался в переводе.
Он является автором более 20 книг стихов и поэм, в таких как: «Встреча с молодостью» (1961), «Я обращаюсь к тебе» (1963), «Любовь моя, тоска моя» (1968), «Дорога сердца» (1971), «Ты всегда со мной» (1972), «Годы оставляют песни» (1975), «Мелодии колокольчика» (1978) и другие. В 1970-е гг. считался одним из ведущих представителей башкирской поэзии.
Ангам Атнабаев успешно работал и в жанрах драматургии. Его драмы «Он вернулся» (1960), «Приговор матери», «В последний день лета» (1961), «Близнецы», «С законным браком», «Шонкар» (1977), «Песнь о любви» (1968), «Огонь» («Ут», 1974) и другие построены на острых, драматических конфликтах, труднопреодолимых социально-нравственных противоречиях и ставились на сценах театров республики. В центре его пьесы «Он вернулся» (1960) описана судьба человека, пережившего войну, плен и скитания за океаном.
Переводил на башкирский язык стихотворения советских поэтов, в том числе Олжаса Сулейменова, Ивана Неходы и др. Отдельные стихотворения опубликованы также в переводе на русский язык, в том числе Льва Озерова и Лидии Степановой.

## Награды и премии
- Республиканская премия имени Г. Саляма (1972)
- Заслуженный деятель искусств Башкирской СССР (1977)
- Заслуженный деятель искусств РСФСР (1988)
- Народный поэт Башкортостана (1997)
- Медаль ордена «За заслуги перед Отечеством» II степени (1999)[21].

## Память
- Школе села Старый Курдым присвоено имя А. Атнабаева, перед школой установлен его бюст.
- Bменем А. Атнабаева названы улицы в Нефтекамске, в селах Верхние Татышлы и Старый Курдым[7] и в микрорайоне Цветы Башкирии в Уфе.
- В 2024 году селе Верхние Татышлы был открыт памятник Ангама Атнабаева[22].

## Опубликованные книги
На башкирском языке:
- Шиғырҙар һәм поэмалар, Өфө, 1966;
- Пьесалар, Өфө, 1969;
- Балаҡайҙарым. Пьесалар, Өфө, 1974;
- Шиғырҙар һәм поэмалар, Өфө, 1977.

В русском переводе:
- Любовь моя, тоска моя. Стихи и поэмы, Уфа, 1969;
- Ты всегда со мной, Уфа, 1972 и др.